# Objecte de massa planetària

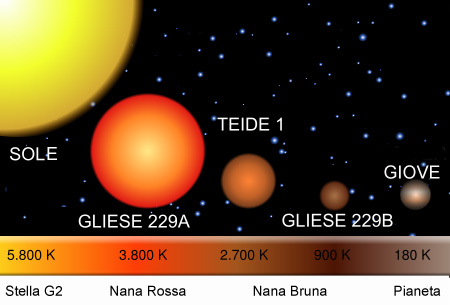
Esquema comparatiu del Sol, una nana vermella i alguns cossos de massa planetària

Un objecte de massa planetària o planemo (acrònim de l'anglès planetary-mass object) és un objecte celeste amb una massa que se situa dins la definició de planeta, és a dir, prou massiu com per adquirir equilibri hidroestàtic (tenir forma arrodonida per la seva pròpia gravetat), però no prou massiu com per a produir la fusió del nucli com a les estrelles. Per definició, tots els planetes són objectes de massa planetària, això no obstant, la intenció del terme és de descriure objectes que no es troben dins el que consideraríem planetes típics. Així, el terme inclouria planetes nans, els satèl·lits naturals més grans, els planetes interestel·lars (planetes ejectats dels seus sistemes) o sub-nanes marrones (objectes formats per col·lapse de núvols més que per acreció.
L'origen terme planemo el va proposar Gibor Basri, professor d'astronomia de la Universitat de Berkeley (Califòrnia), a la Unió Astronòmica Internacional per ajudar a aclarir la nomenclatura dels cossos celestes. En aquest moment, el món de l'astronomia estava patint un debat sobre el que és un planeta. Sota la definició de Basri un planemo seria un objecte «arrodonit per la seva pròpia gravetat» i el nucli no arriba a patir la fusió nuclear durant la seva vida, independentment de la seva òrbita. La definició de planeta seria «un planemo que orbita un fusor», i es va pensar que aquesta seria la solució del debat.

## Tipus d'objectes de massa planetària

### Planetes interestel·lars
Algunes simulacions per ordinador de sistemes estel·lar i planetaris suggereixen que alguns objectes de massa planetària podries haver estat ejectats a l'espai interestel·lar. Alguns científics pensen que els planetes que s'han trobat flotant en l'espai profund s'haurien de classificar com a planetes, mentre d'altres consideren que s'han de considerar estrelles de baixa massa.

### Sub-nans marrons
Les estrelles es formen per col·lapse gravitatori de núvols de gas, però els objectes més petits també es poden formar de la mateixa manera. Els objectes de massa planetària formats d'aquesta manera s'anomenen sub-nans marrons. Els sub-nans marrons poden flotar lliurement per la galàxia com Cha 110913-773444, o orbitant objectes més grossos com 2MASS J04414489+2301513.
Durant un període curt durant 2006, els astrònoms cregueren que s'havia trobat un sistema binari format per aquests objectes, Oph 162225-240515, el qual els seus descobridors el descriviren com a "planemo", o "obejcte de massa planetària". Això no obstant, anàlisis recents dels objectes han determinat que les seves masses són probablement més grans de 13 masses de Júpiter, convertint el sistema en nans marrons.

### Estrelles antigues
En sistemes binaris propers una de les estrelles pot perdre massa en favor del seu company més massiu. L'estrella en encongir-se pot convertir-se en un objecte de massa planetària. Un exemple és l'objecte de massa semblant a Júpiter que orbita el púlsar PSR J1719-1438.

### Planetes satèl·lits i Planetes del cinturó
Alguns grans satèl·lits són de mida similar o inclús que el planeta mercuri, per exemple els satèl·lits galileans de Júpiter i el satèl·lit Tità. Alan Stern pensa que en la definició de planeta no s'hauria de tenir en compte la seva localització sinó que tan sols els atributs geofísics, i proposa el terme “planeta satèl·lit” per a aquells satèl·lits amb mida de planeta. De la mateixa manera, els planetes nans del Cinturó d'asteroides i del cinturó de Kuiper s'haurien de considerar planetes segons el mateix autor.

## Objectes de massa planetària dins el sistema solar
Si apliquem la definició al nostre Sistema solar, la llista dels objectes de massa planetària inclouria els següents objectes:
|  |  |  |  |  | 1. Mercuri 2. Venus 3. Terra - Lluna 4. Mart 5. (10) Higiea 6. 4 Vesta 7. Ceres 8. (2) Pal·les 9. Júpiter - Io - Europa - Ganímedes - Cal·listo |  |  |  |  |  |  |  |  |  |  |  |  |  |  |  |  |  | 1. Saturn - Mimante - Encèlad - Tetis - Dione - Rea - Tità - Jàpet 2. Urà - Miranda - Ariel - Umbriel - Titània - Oberó |  |  |  |  |  |  |  |  |  |  |  |  |  |  |  |  |  |  |  |  |  |  |  |  |  |  | 1. Neptú - Tritó 2. (90482) Orc 3. Plutó - Caront 4. (28978) Ixion 5. 20000 Varuna 6. (55636) 2002 TX300 7. Haumea 8. 50000 Quaoar 9. Makemake 10. Aya 11. Eris 12. Sedna |

La llista està ordenada basant-se en la distància mitjana creixent del Sol. Es pot veure que Plutó i Caront es poden classificar com a planeta doble, ja que comparteixen i recorren la mateixa òrbita.